# Hieronymiella
Hieronymiella é um género botânico pertencente à família amaryllidaceae.
É originária do Sul da Bolivia e Norte da Argentina.

## Espécies seleccionadas
- Hieronymiella angocoana
- Hieronymiella angustissima
- Hieronymiella argentina
- Hieronymiella aurea
- Hieronymiella clidanthoides